# Régis Barthélemy Mouton-Duvernet
Régis-Barthélemy Mouton-Duvernet (c. 1769-1816) fue un militar francés.

## Biografía
Nació en Puy (Alto Loira) el 3 de marzo de 1769 o de 1770. Participó en la guerra de la Independencia española. Afín a Napoleón, a quien se adhirió en los Cien Días, fue condenado a muerte por un consejo de guerra y fusilado el 27 de julio de 1816 en Lyon.